# Ligadura tipográfica
Em escrita e tipografia, uma ligadura tipográfica ocorre onde duas ou mais formas de letra são unidas em um único glifo. As ligaduras geralmente substituem dois caracteres sequenciais que compartilham componentes em comum. São parte de uma classe mais generalizada de glifos chamada "formas contextuais", no qual o formato específico de uma letra depende do contexto, tal como letras vizinhas ou proximidade do fim da linha.

## História

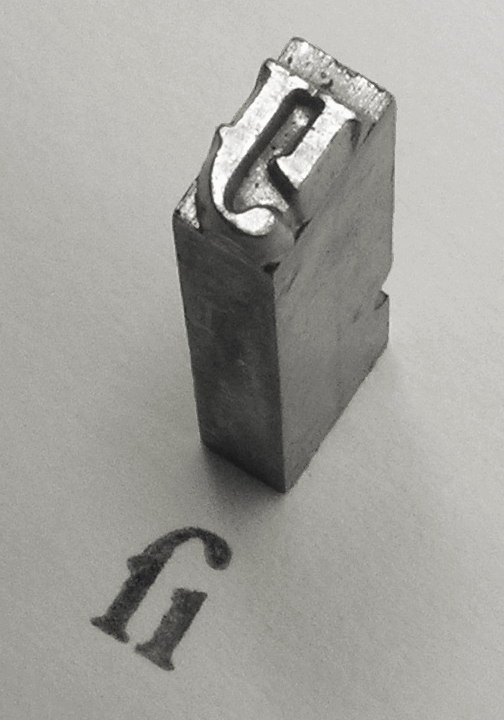
A ligadura ſ + i em tipos móveis de metal.

Na origem das ligaduras tipográficas está a simples união das letras em manuscritos. Já se encontram muitos casos de combinações de caracteres no mais antigo alfabeto que se conhece, a escrita cuneiforme da Suméria, cujas ligaduras gradualmente se transformaram em caracteres independentes. As ligaduras estão presentes proeminentemente em vários manuscritos históricos. Escribas medievais, escrevendo em latim, conservavam espaço e aumentavam a velocidade da escrita ao combinar caracteres e com a introdução de siglas. Manuscritos do século XIV empregaram centenas de abreviaturas.
Na escrita manual, uma ligadura é feita pela junção de dois ou mais caracteres de uma forma em que eles não estariam normalmente, seja juntando suas partes, escrevendo um sob o outro ou dentro da outra letra. Enquanto isso, na impressão, uma ligadura é um grupo de caracteres que é montado como uma unidade, removendo a necessidade de juntar os caracteres. Em alguns casos, a ligadura "fi" impressa apresenta menos espaço entre as duas letras do que se fossem compostas, separadamente, as letras "f" e "i".
Quando a prensa móvel foi inventada por volta de 1450, os tipos incluíam muitas ligaduras. No entanto, seu uso começou a cair com o uso de texto composto por máquinas na década de 1950, utilizando tipos sem serifa, e ainda com o desenvolvimento da fotocomposição nos anos 1970, que não requeria conhecimento prévio ou treinamento para ser operado. Um dos primeiros programas de computador a tirar proveito da composição digital de tipos foi o TeX, de Donald Knuth. Essa tendência foi fortalecida pela revolução da editoração eletrônica, por volta de 1985. Os primeiros softwares não possibilitavam a substituição automática de ligaduras, e a maioria das novas fontes digitais não incluíam essas ligaduras. Como o desenvolvimento de programas era centrado na língua inglesa, que já via ligaduras como recursos opcionais, não houve necessidade de sua inclusão, na época. Isso acabou diminuindo o emprego de ligaduras, enquanto os compositores manuais e a impressão tipográfica também enxergavam uma queda.
Com o crescente suporte a outras linguagens e alfabetos na informática moderna, além das técnicas digitais de composição tipográfica, como OpenType, as ligaduras estão reconquistando e aumentando seu número de adeptos.

## Alfabeto latino

Ligaduras comuns do alfabeto latino

Várias ligaduras combinam a letra "f" com letras adjacentes. O exemplo mais proeminente é "ﬁ" (ou "fi", adaptado para duas letras). O pingo do "i" em várias fontes tipográficas colide com o gancho do "f" quando posicionados lado a lado. Quando unidos, a ligadura absorve a colisão.
A ligadura esszett (ß) da língua alemã evoluiu da ligadura "longo s e z". Apesar do "longo s" (ſ) ter desaparecido da ortografia germânica, ß ainda é considerada uma ligadura, e é substituída por "SS" quando em caixa alta ou para ordenação alfabética.
Em neerlandês o uso de IJ como uma só letra é discutido, sendo diferenciado nos Países Baixos e na Flandres.
Em espanhol, catalão, aragonês, quechua, albanês e outras línguas que usam a grafia do alfabeto latino, a letra LL é considerada uma só letra.
Em húngaro a letra GY é considerada uma só letra.

## Uso em computadores
O TeX é um exemplo de um sistema tipográfico computacional que faz uso de ligaduras automaticamente, mesmo que a fonte tipográfica não defina a união. O formato de fontes OpenType inclui funcionalidades para associar múltiplos glifos em um único, usadas para a substituição de ligaduras.
A tabela abaixo mostra a forma discreta de pares de letras à esquerda, a correspondente ligadura Unicode no centro e o correspondente código Unicode da ligadura à direita.
| Forma discreta | Ligadura | Código Unicode |
| -------------- | -------- | -------------- |
| Et             | &        | U+0026         |
| ſz             | ß        | U+00DF         |
| AE, ae         | Æ, æ     | U+00E6, U+00C6 |
| OE, oe         | Œ, œ     | U+0152, U+0153 |
| Ng, ng         | Ŋ, ŋ     | U+014A, U+014B |
| fŋ             | ʩ        | U+02A9         |
| ue             | ᵫ        | U+1D6B         |
| ff             | ﬀ        | U+FB00         |
| fi             | ﬁ        | U+FB01         |
| fl             | ﬂ        | U+FB02         |
| ffi            | ﬃ        | U+FB03         |
| ffl            | ﬄ        | U+FB04         |
| ſt             | ﬅ        | U+FB05         |
| st             | ﬆ        | U+FB06         |